# Climent d'Ocrida
Climent d'Ocrida, Климє́нтъ Охрїдьскъ (ca. 840 - 916) fou un erudit i escriptor eslau, primer arquebisbe d'Ocrida. És venerat com a sant per l'Església Ortodoxa. Deixeble dels sants Ciril i Metodi, se li atribueix la creació de l'alfabet glagolític.

## Biografia
Les dades sobre la seva vida provenen sobretot de la vida escrita per Teofilacte d'Ocrida. Climent havia nascut al sud-oest del Primer Imperi Búlgar, a la regió de Kutmičevitsa (avui dia, repartida entre Albània i Macedònia del Nord). Va participar en la missió de Ciril i Metodi a la Gran Moràvia. En morir Ciril, Climent va acompanyar Metodi de Roma a Pannònia i la Gran Moràvia.
Quan va morir Metodi en 885, Climent va encapçalar la lluita contra el clergat alemany de la Gran Moràvia, juntanent amb Sant Gorazd. Fou empresonat i expulsat de la regió; en 885 o 886 va arribar a la frontera de Bulgària amb Naüm de Preslav, Angelari i potser Gorazd (segons altres fonts, aquest havia mort abans). Tots quatre foren enviats llavors a la capital de l'imperi, Pliska, on foren encarregats per Borís I de Bulgària per a ensenyar i instruir els futurs clergues del regne; entre altres matèries, havien d'aprendre l'eslau antic, llengua de l'església eslava. Borís I, per evitar l'increment de la influència romana d'Orient i mantenir-se'n independent, volia substituir amb ell el grec, que era la llengua habitual de la litúrgia cristiana des de 865. Borís va establir dues escoles o acadèmies estatals per ensenyar teologia i llengua eslava. La primera, a Pliska, i la segona a Kutmičevitsa.

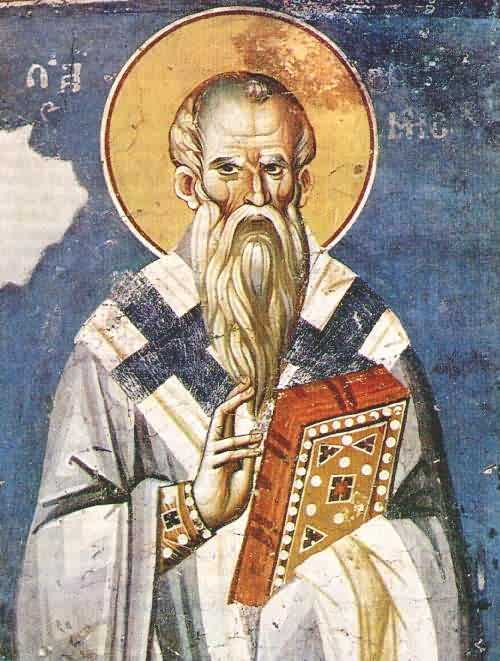
Fresc al monestir de S. Climent (Macedònia del Nord), 1295
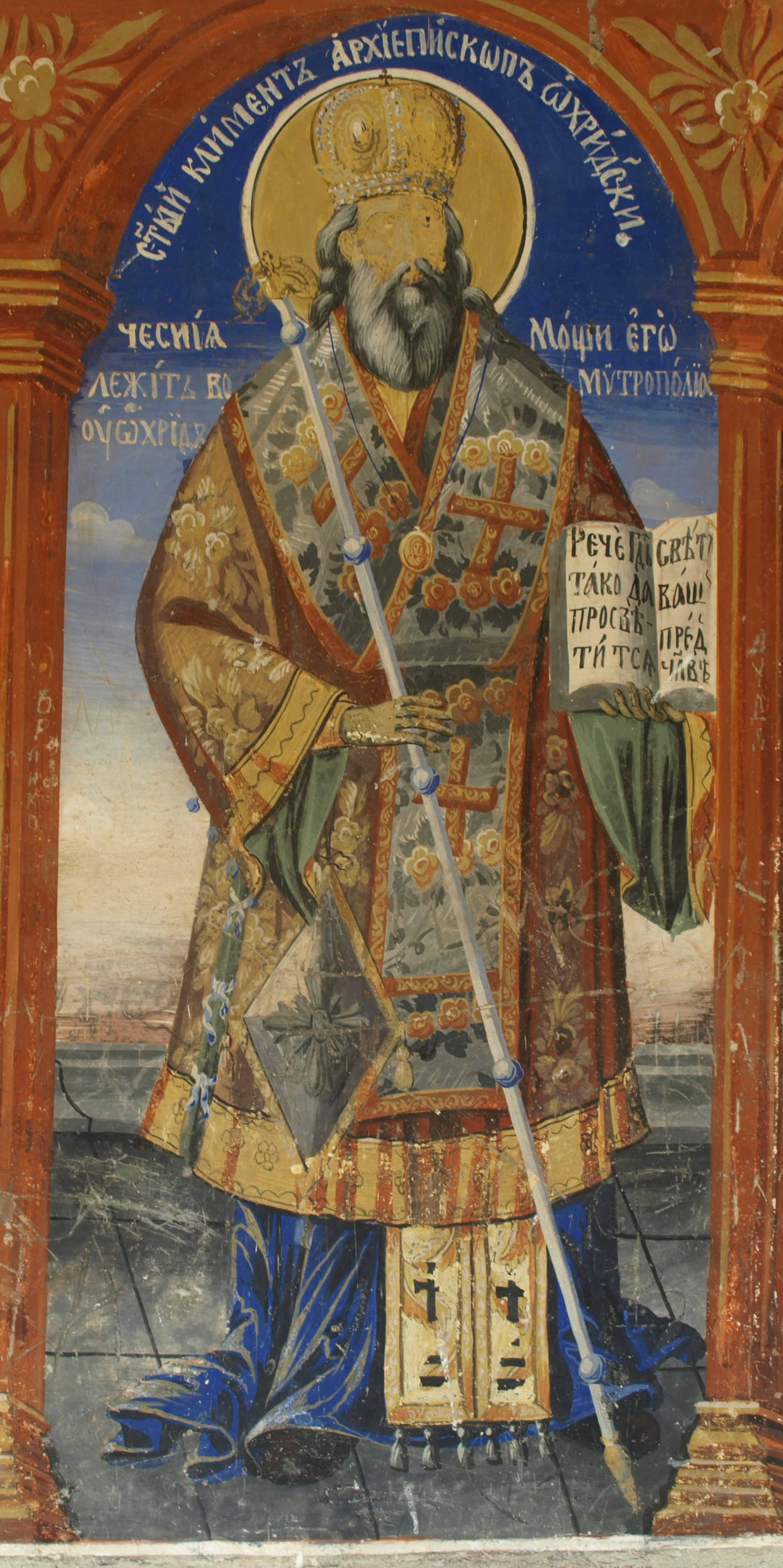
Fresc al monestir de S. Jovan Bigorski (Macedònia del Nord)
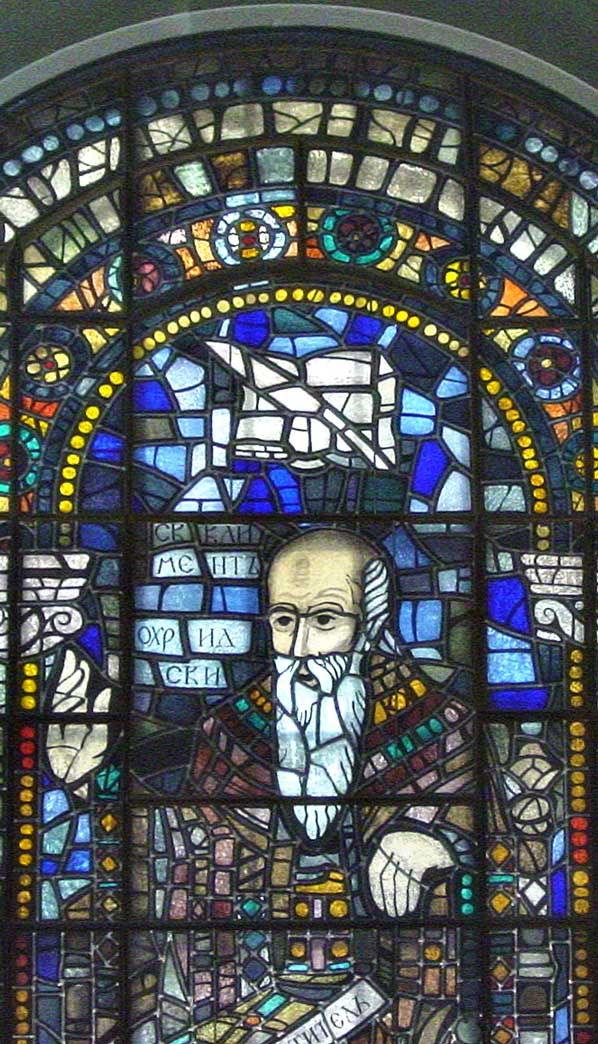
Vitrall al rectorat de la Universitat de Sòfia

Mentre que Naüm restava a Pliska per fundar-hi l'Escola Literària de Preslav, Climent va marxar a organitzar la seva regió nadiua. Entre 886 i 893, Climent va fundar l'Escola Literària d'Ocrida i hi va formar uns 3.500 deixebles. Es diu que per facilitar l'escriptura de l'eslau, Climent va crear un nou sistema d'escriptura: l'alfabet glagolític. Sembla, però, que es va desenvolupar a l'Escola de Preslav en començar el segle x. Climent va ésser un dels autors més prolífics de l'antiga església eslava; va escriure la vida de Ciril i Metodi i va traduir el Tríode de la flor, recull de cançons cantades entre la Pasqua i la Pentecosta. Se li atribueix un ofici dedicat a Sant Climent de Roma i la seva vida.
En 893 fou consagrat arquebisbe de Drembica (Velika), en la regió. Hi morí en 916 i fou sebollit al monestir de Sant Pantalemó d'Ocrida.

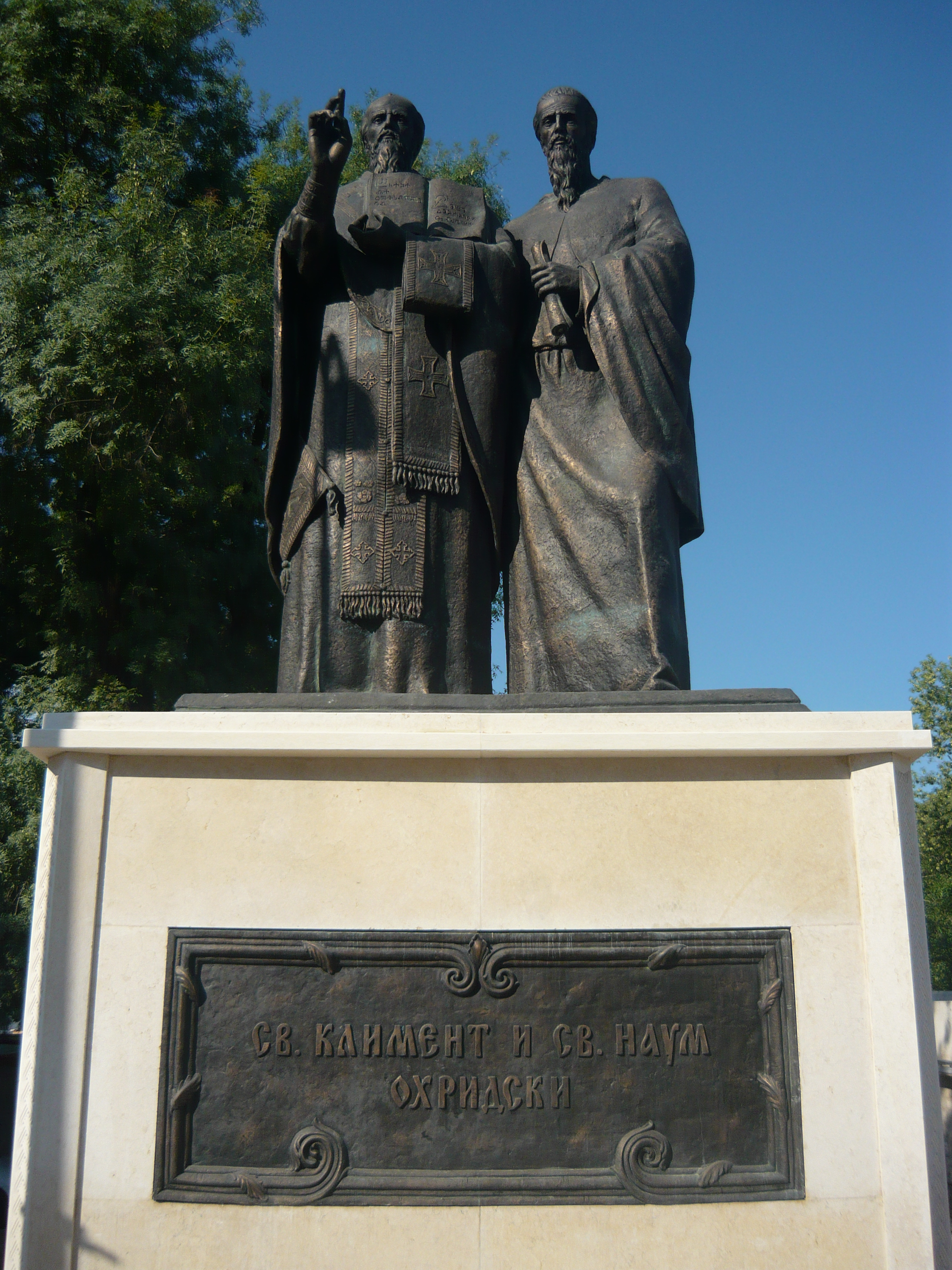
Monument a Climent i Naüm d'Ocrida a Skopje.
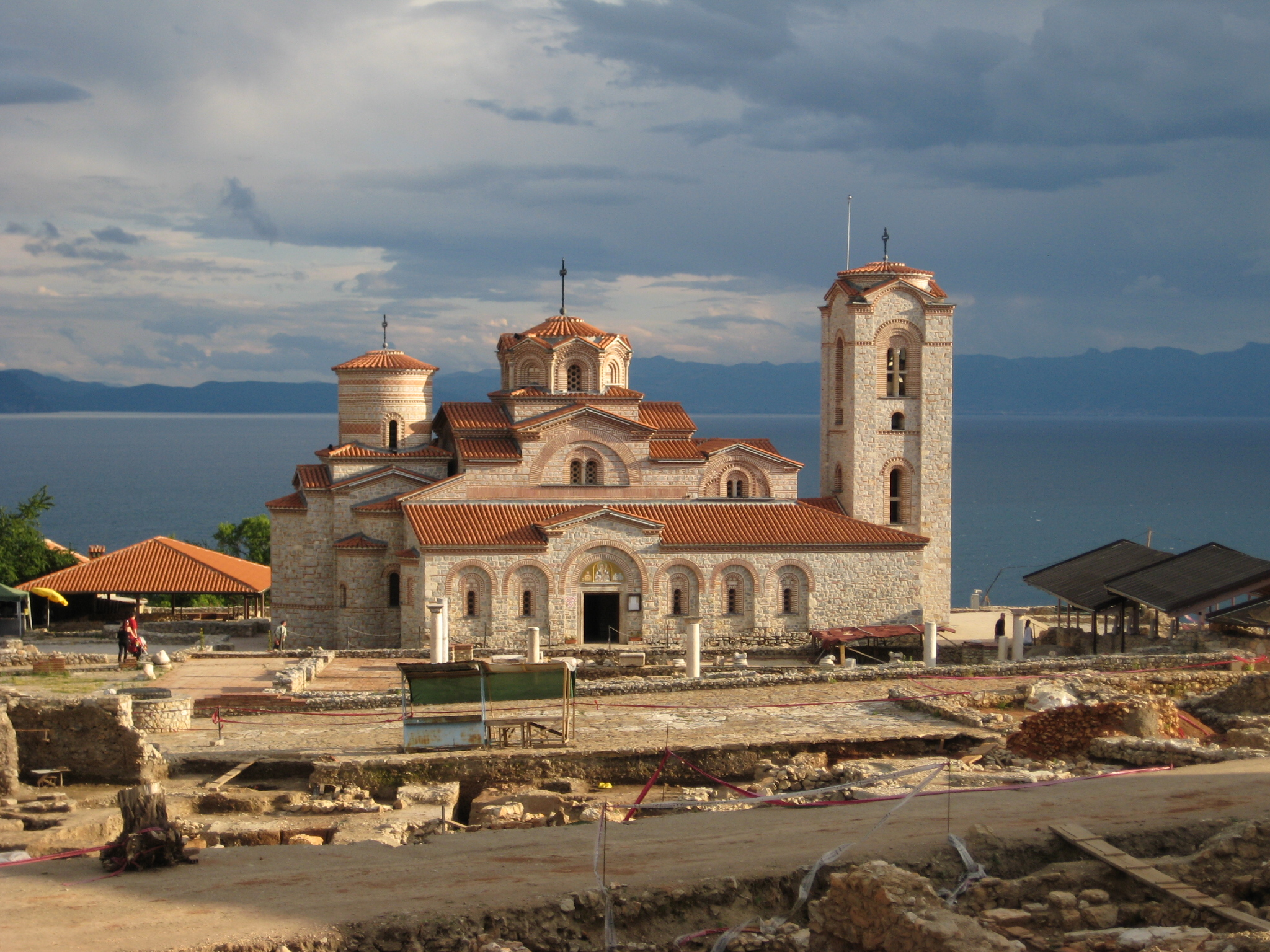
Monestir de S. Pantelemó d'Ocrida
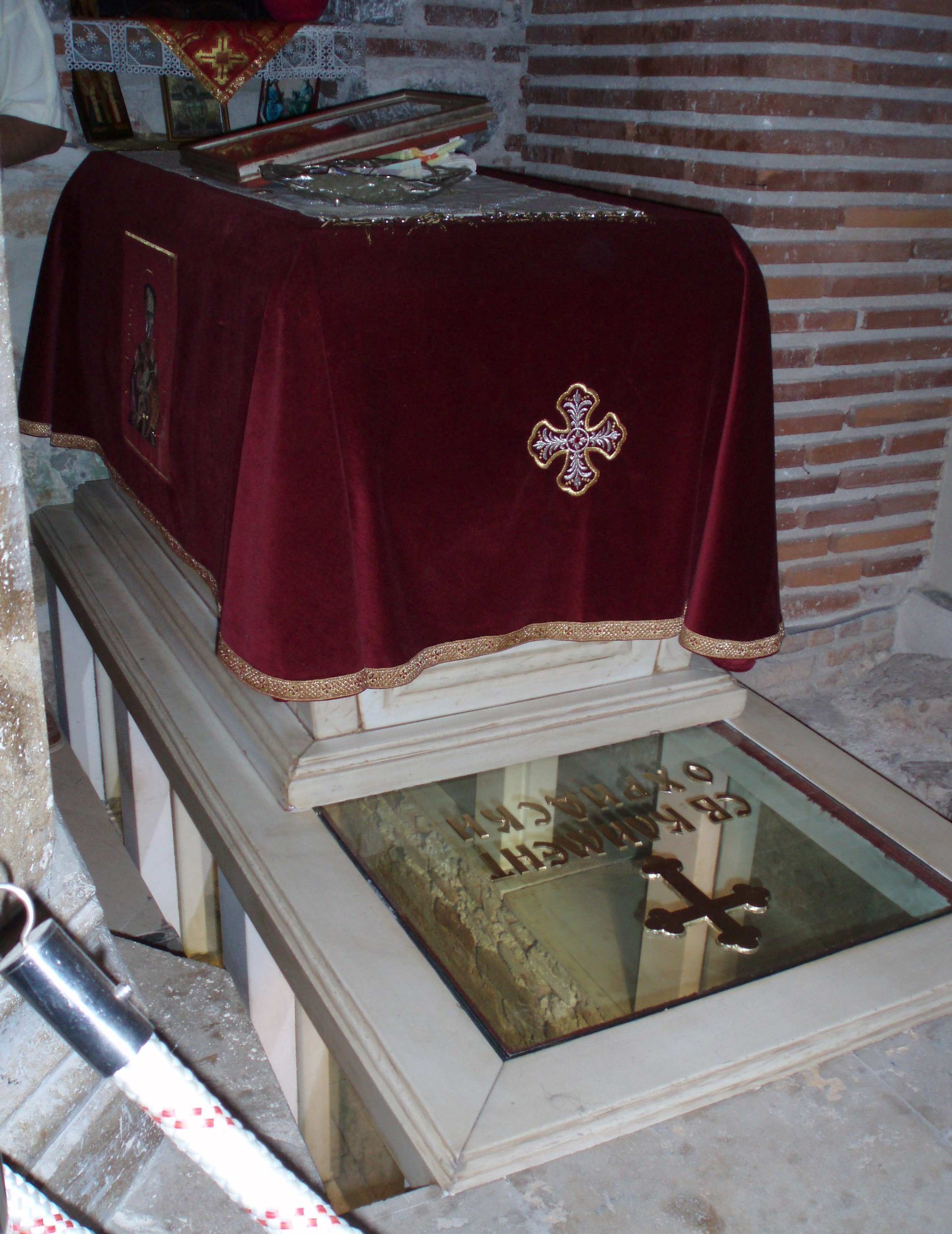
Tomba de Sant Climent a S. Pantalemó d'Ocrida

## Veneració
Un dels evangelitzadors de Bulgària, aviat fou venerat com a sant. En novembre de 2008, part de les relíquies d'Ocrida foren donades per l'Església Ortodoxa Macedònia a la Búlgara com a signe de bona voluntat.
Considerat patró de l'educació, la primera universitat de la moderna Bulgària, la Universitat de Sofia, fou anomenada de Sant Climent d'Ocrida en la seva fundació, el 1888, com també la Biblioteca Nacional i Universitària Búlgara (1944) i la Universitat de Bítola (Macedònia del Nord).